# Пазл

Обычно распространённая форма элементов картонного пазла, на которые делится картина. В данном случае 64 элемента на листе

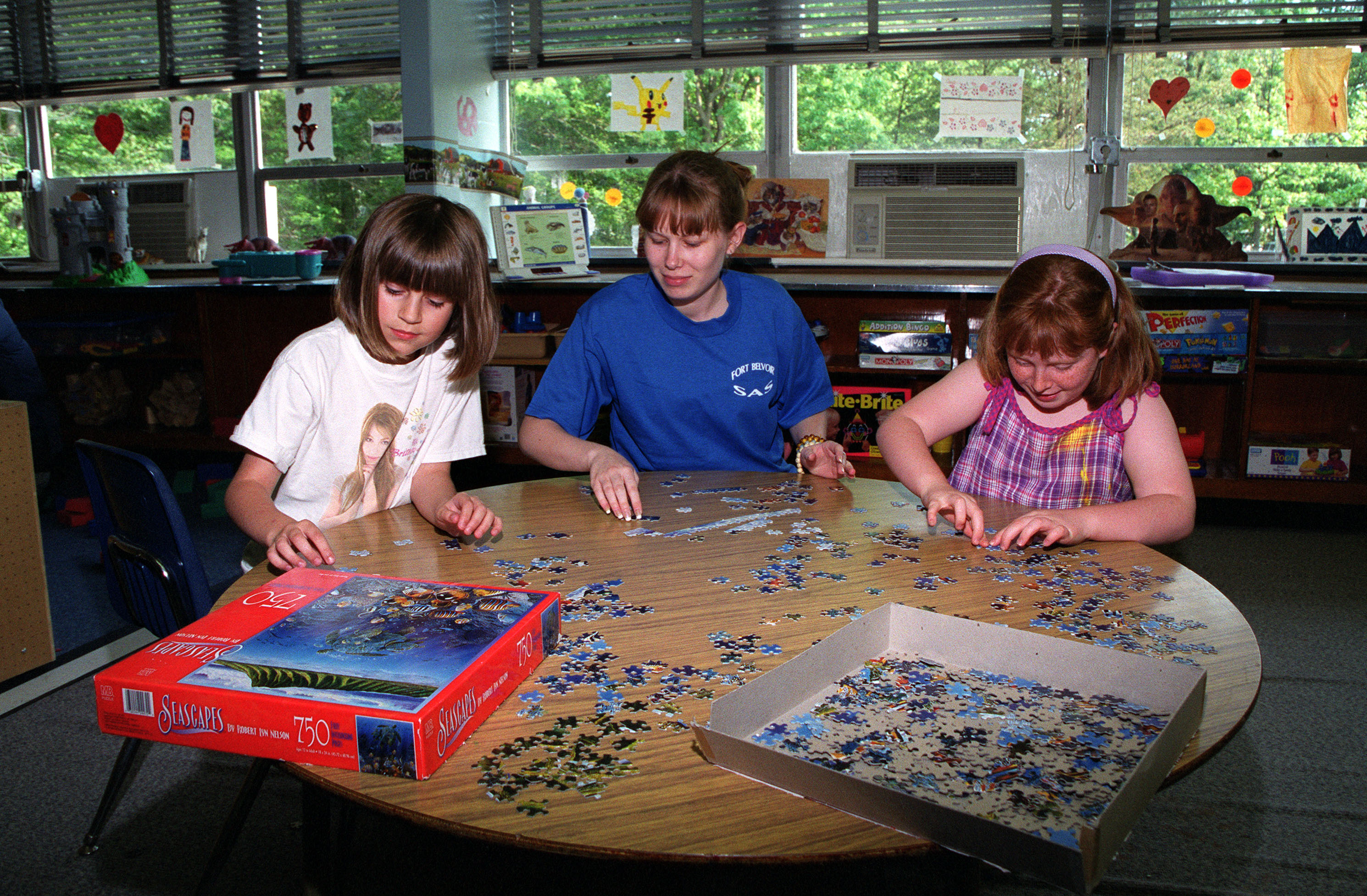
Сборка пазла из картона, состоящего из 750 элементов

Пазл (от англ. puzzle — «загадка, головоломка») — игра-головоломка, в которой требуется составить фигуру из множества её фрагментов, в классическом варианте — плоского рисунка (англ. jigsaw puzzle — «лобзиковая головоломка»), но есть пазлы и с различными объёмными формами. По своей сути пазл представляет своего рода мозаичное полотно, то есть цельный рисунок состоящий из фрагментов.
По мнению психологов, собирание пазлов способствует развитию образного и логического мышления, произвольного внимания, восприятия, в частности, различению отдельных элементов по цвету, форме, размеру и так далее; учит правильно воспринимать связь между частью и целым; развивает мелкую моторику.
Пазл не следует путать с детской развивающей игрой мозаикой (англ. steckspiel mosaic, или toys mosaic, или mosaic game for kids). В пазле складывается нарисованная и разделённая на элементы картинка (рисунок), каждый элемент пазла имеет конкретный фрагмент этого цельного рисунка и(или) располагается в строго предусмотренном для него месте в общей фигуре пазла. В мозаике составляется плоская фигура (мозаика по своей сути) из разноцветных однотипных элементов (фишек, обычно округлых, квадратных или шестигранных). Из одних и тех же элементов мозаики можно составить различные фигуры, схожие по цвету и форме элементы мозаики взаимозаменяемы, из элементов пазла можно сложить только 1 цельное предусмотренное в них изображение или фигуру, это же отличает ЗD-пазлы от конструкторов. Разновидностью детской мозаики являются также аквамозаика (англ. aquabeads) и термомозаика (англ. hama), популяризовавшиеся в XXI веке, в отличие от обычной настольной игры, в них собранную фигуру можно превратить в неразборную поделку. К подобной разновидности, условно, можно отнести и алмазную мозаику (англ. diamond mosaic, sticker mosaic) — инкрустация на клею стразами или пластиковыми элементами холста с предварительно нанесённым рисунком-схемой, относящейся больше к рукоделию, нежели к развивающим игрушкам. Мозаика, в отличие от пазла, способствует также развитию образного творческого мышления, воображения и фантазирования, так как позволяет создавать фигуры предусмотренные не только в разных обучающих шаблонах, но и свои собственные выдуманные. Целенаправленным складыванием пазла дети способны овладевать в более раннем возрасте, чем составлением фигур мозаикой, в силу физиологических особенностей развития у них высшей нервной деятельности.
Следует учесть, что в отличие от русского «пазл», в английском языке отдельное слово «puzzle» означает головоломку любого вида, к примеру: сrossword puzzle — кроссворд, pentomino puzzle — пентамино, 3x3x3 rotating puzzle cube — кубик Рубика со сторонами 3x3x3 и т. д. Иногда, в отношении пазлов в англоязычных текстах употребляется только jigsaw или только puzzle, когда из контекста ясно, что речь о пазлах.

## История

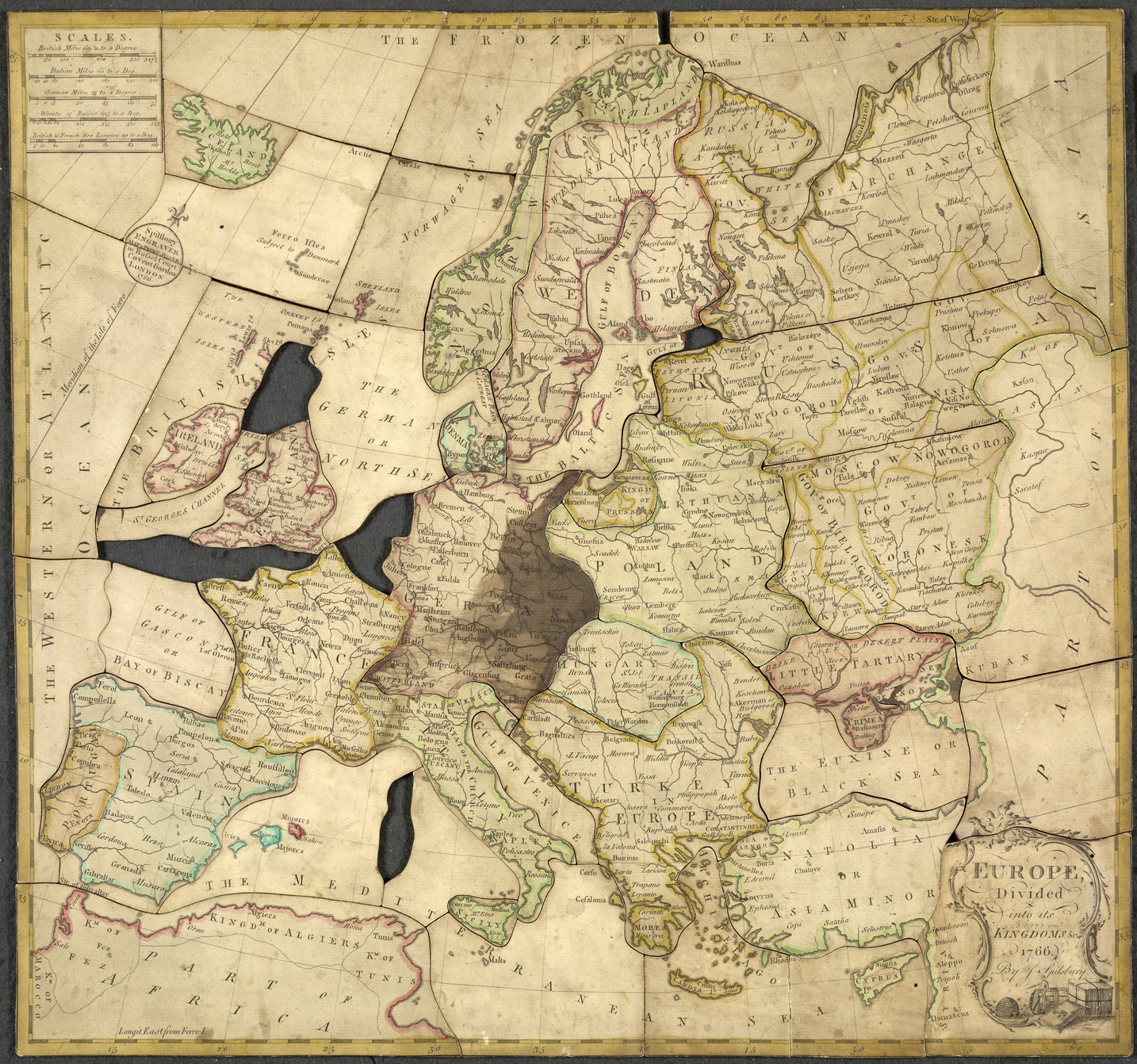
Карта Джона Спилсбери, 1766 г. Экспонат Британской библиотеки, 50 частей из которых утеряны Шотландия, Ла-Манш, Нидерланды, Корсика и Сардиния, повреждён Финский залив

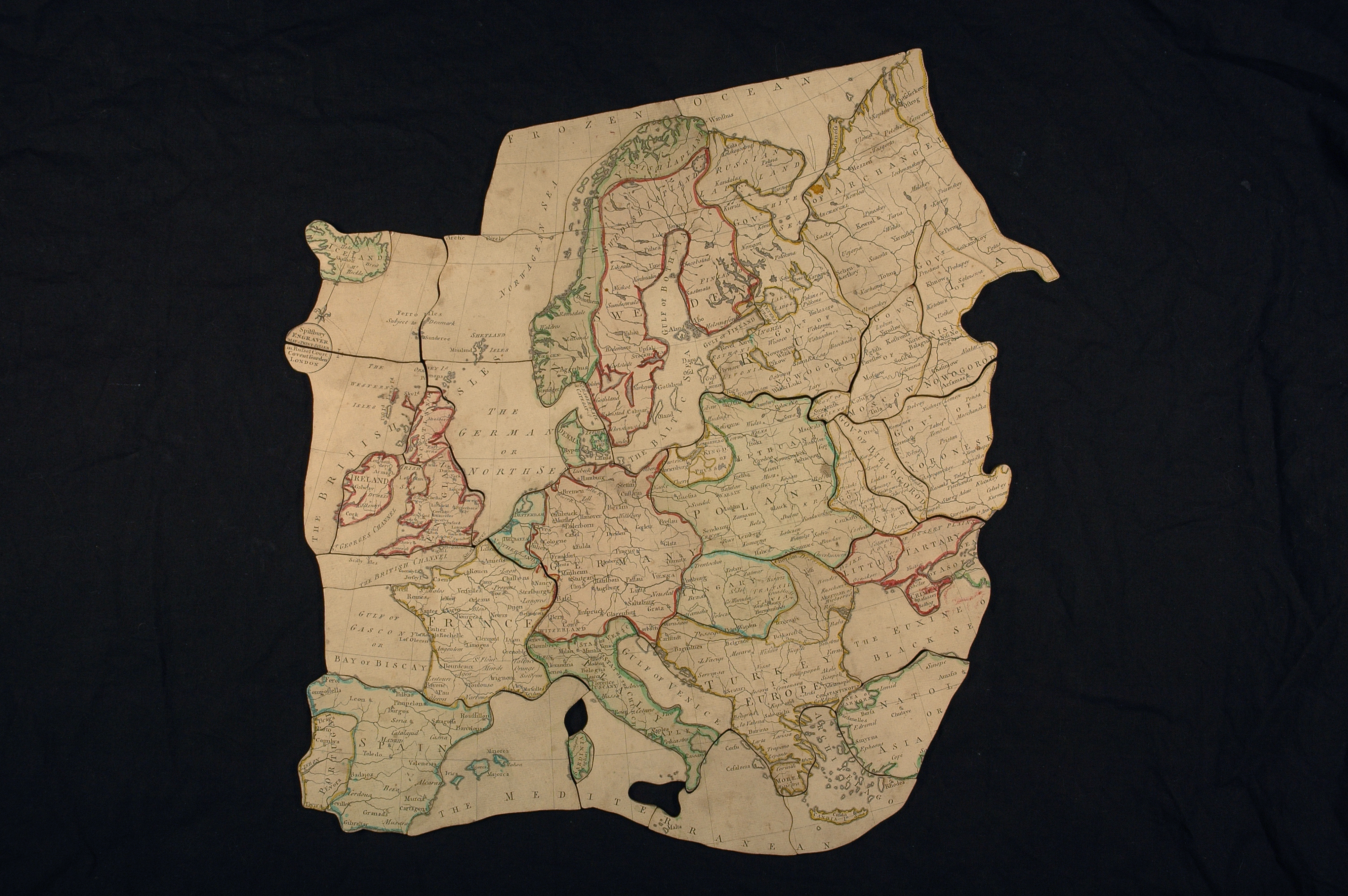
Фрагмент аналогичной карты, но без Корсики и Сицилии. Экспонат Фонд музеев Йорка Йорка

Ранние головоломки, известные как анатомирование, создавались путем установки карт на листы твердой древесины и резки вдоль национальных границ, создавая головоломку, полезную для обучения географии.
По одной из версий первым придумал пазлы в современном понимании в 1766 году лондонский гравёр, картограф и издатель Джон Спилсбери. Он сделал увлекательную головоломку для обучения детей географии — распилил пилой для инкрустаций чёрно-белую бумажную географическую карту, предварительно наклеенную на деревянную основу, по линиям государственных границ. Карту было предложено собрать заново. С тех пор подобные головоломки назывались «dissection». Первое зарегистрированное название «jigsaw puzzle» появилось в 1906 году после изобретения лобзика.
До начала XIX века пазлы использовали как учебное пособие. Подходящие друг к другу картинки не скрепляли, а просто клали на основу. В конце XIX века дорогую деревянную основу заменили на более дешёвый картон. В 1909 году в США было открыто первое фабричное производство пазлов со скрепляющими частями.
В результате начавшегося массового производства головоломок пазлы стали дешевле, что повысило популярность игры. На сегодняшний день принцип производства практически не изменился. Мотив, напечатанный на картоне, нарезается с помощью прессового пробойного штампа по определённой сетке на множество маленьких кусочков. Деревянные нарезаются на лобзиковом станке или лазерной резкой.
В России в XIX веке настольные игры приобрели большую популярность. Не стали исключением и пазлы, которые называли на немецкий манер — «пузеля». Пузеля состояли не более чем из 100 деталей и были скорее салонным развлечением. В советский период пазлы исчезли с прилавков магазинов, вновь вернувшись в конце XX века.

Деревянная «Новая и правильная карта почтовых дорог Англии и Уэльса», 1798 год, Лондон, Джон Уоллис[англ.]. Экспонат библиотеки Конгресса. На периферических элементах уже есть замковые соединения
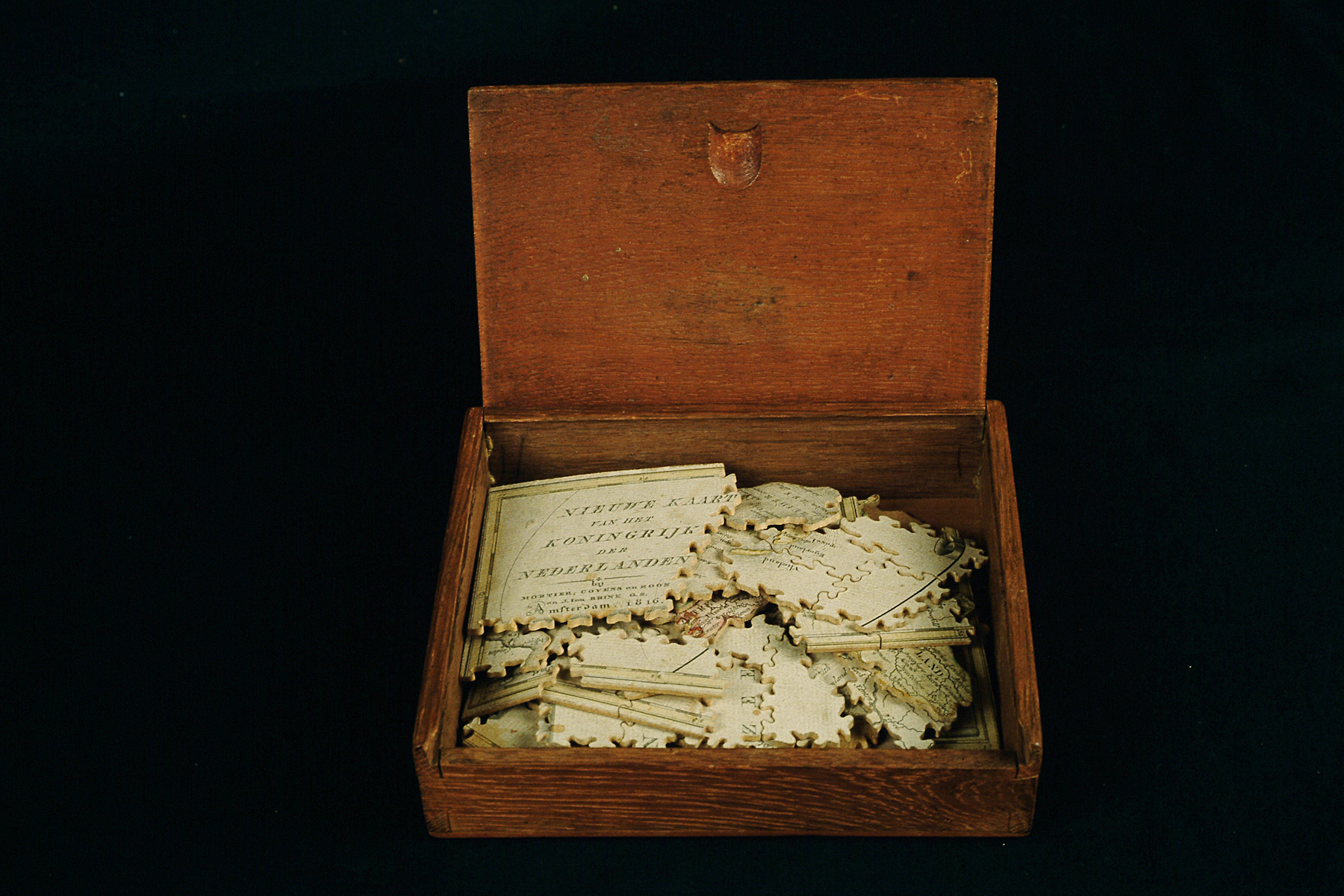
Деревянная «Новая карта Королевства Нидерландов» разобранная в деревянной упаковке, 1816 год, Амстердам. Экспонат Роттердамского музея[нидерл.]
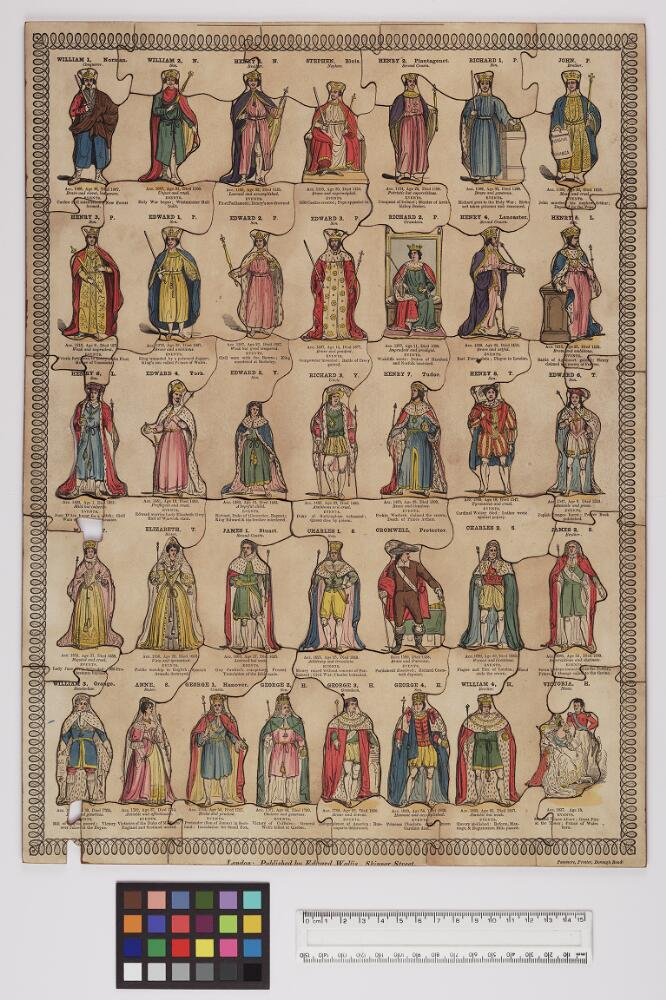
Деревянная игра «Портреты королей и королев Англии в полный рост» размерами 45 × 33 см, 1835 год, Лондон. Экспонат Бодлианских библиотек[англ.] Оксфордского университета
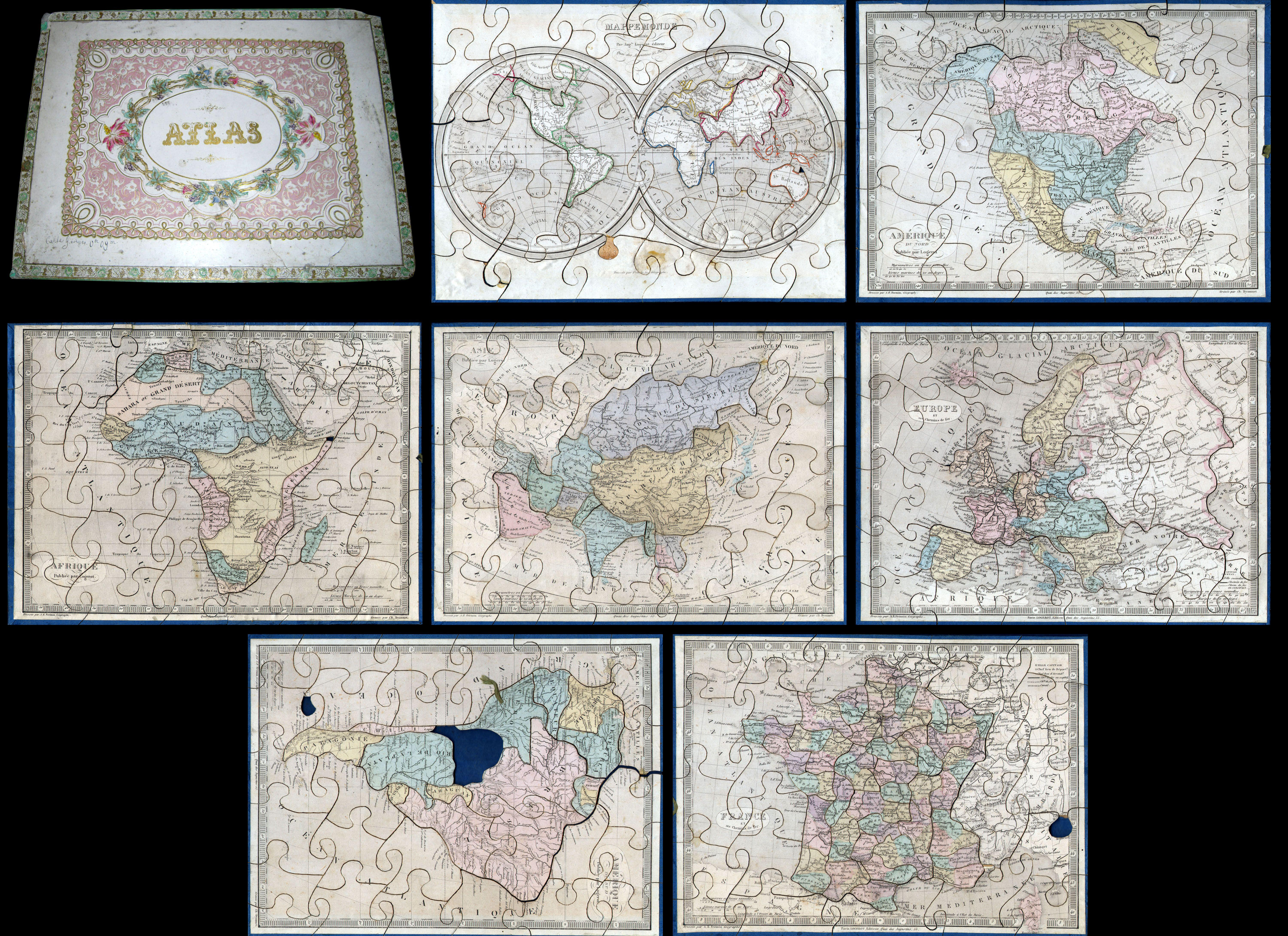
Географический атлас, размеры карт ≈ 20 × 28 см. Около 1850 года, Огюст Логеро. Франция. Фигурные стыки элементов за пределами крупных участков суши имитируют морские волны
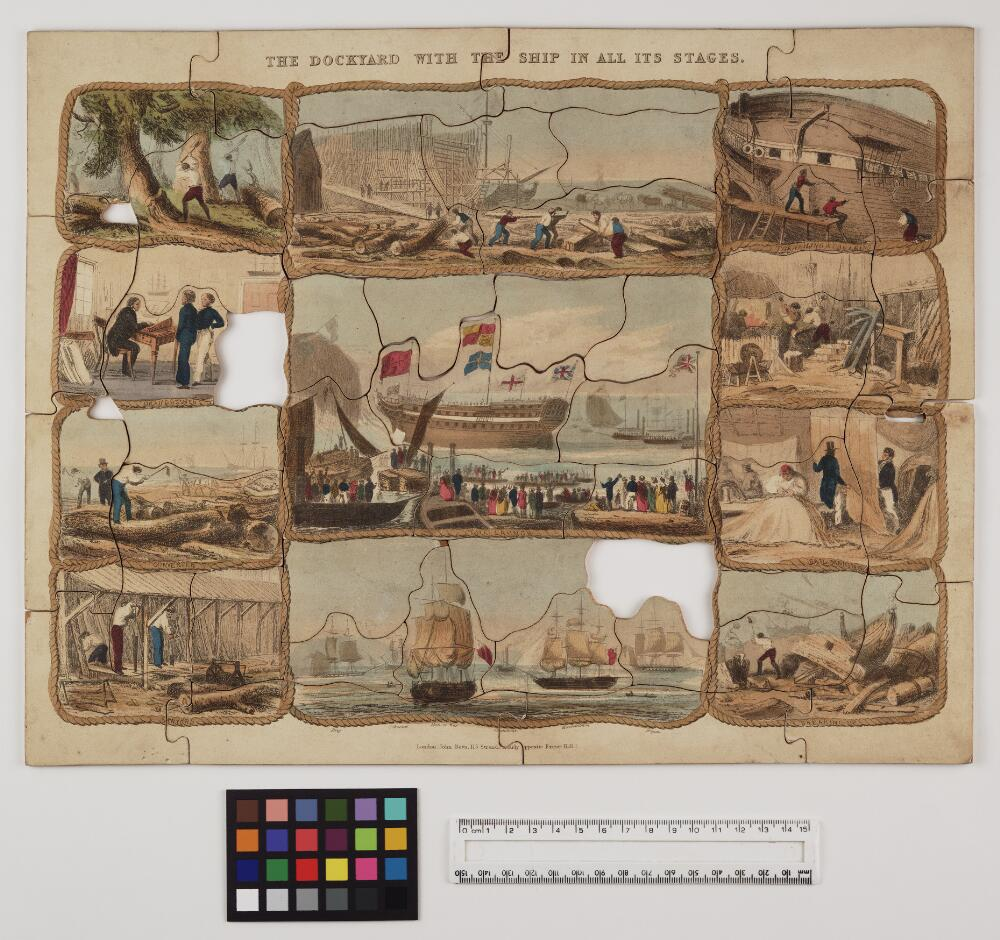
Деревянный пазл «Верфь и корабль на всех этапах», 26 x 20 см, 1874 год, Лондон. Экспонат Бодлианских библиотек. Отсутствуют и повреждены по 2 элемента
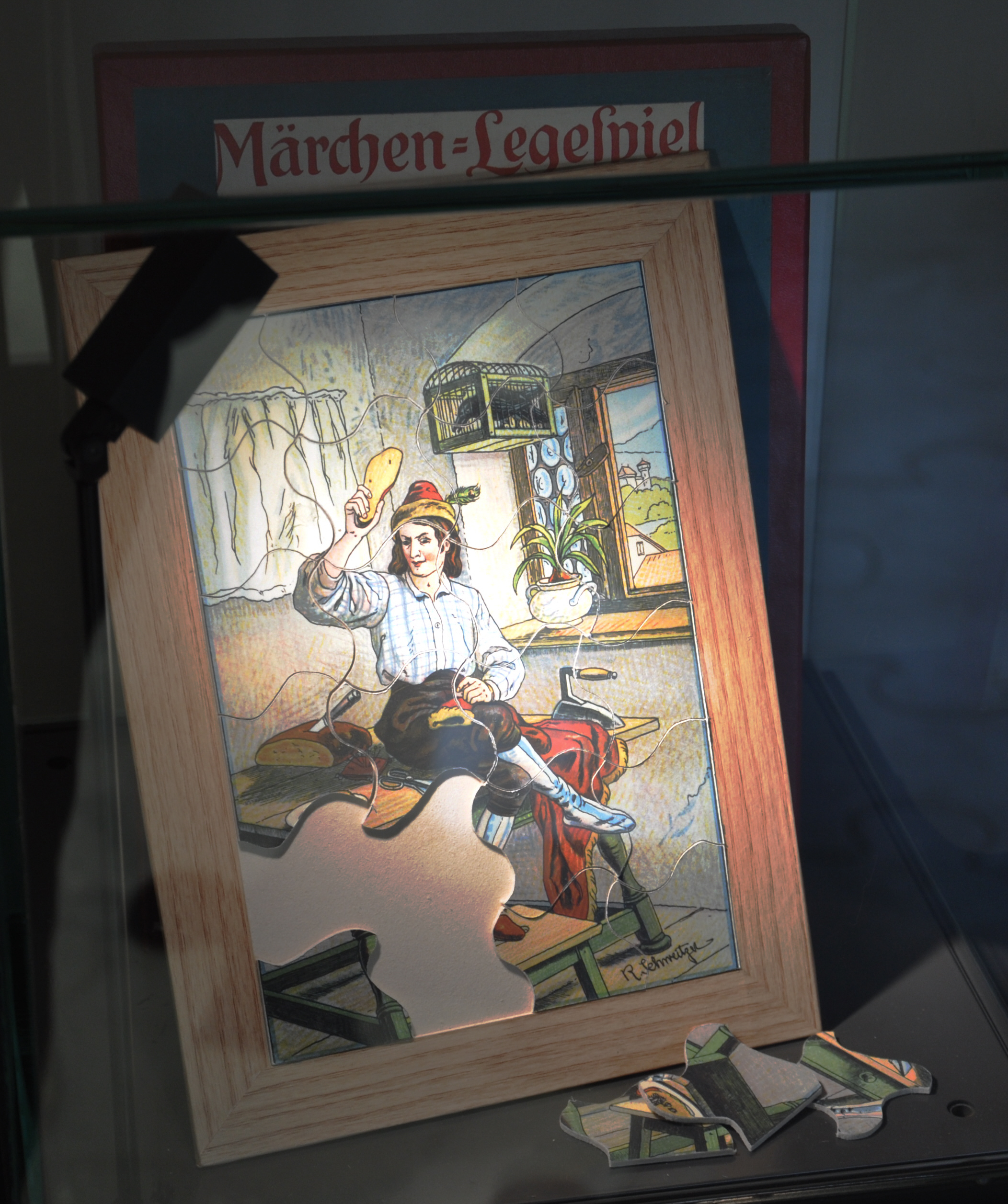
Картонный пазл 1911 года. Элементы пазла одинаковой формы расположены в ряд. Экспонат Равенсбургского музея[нем.]
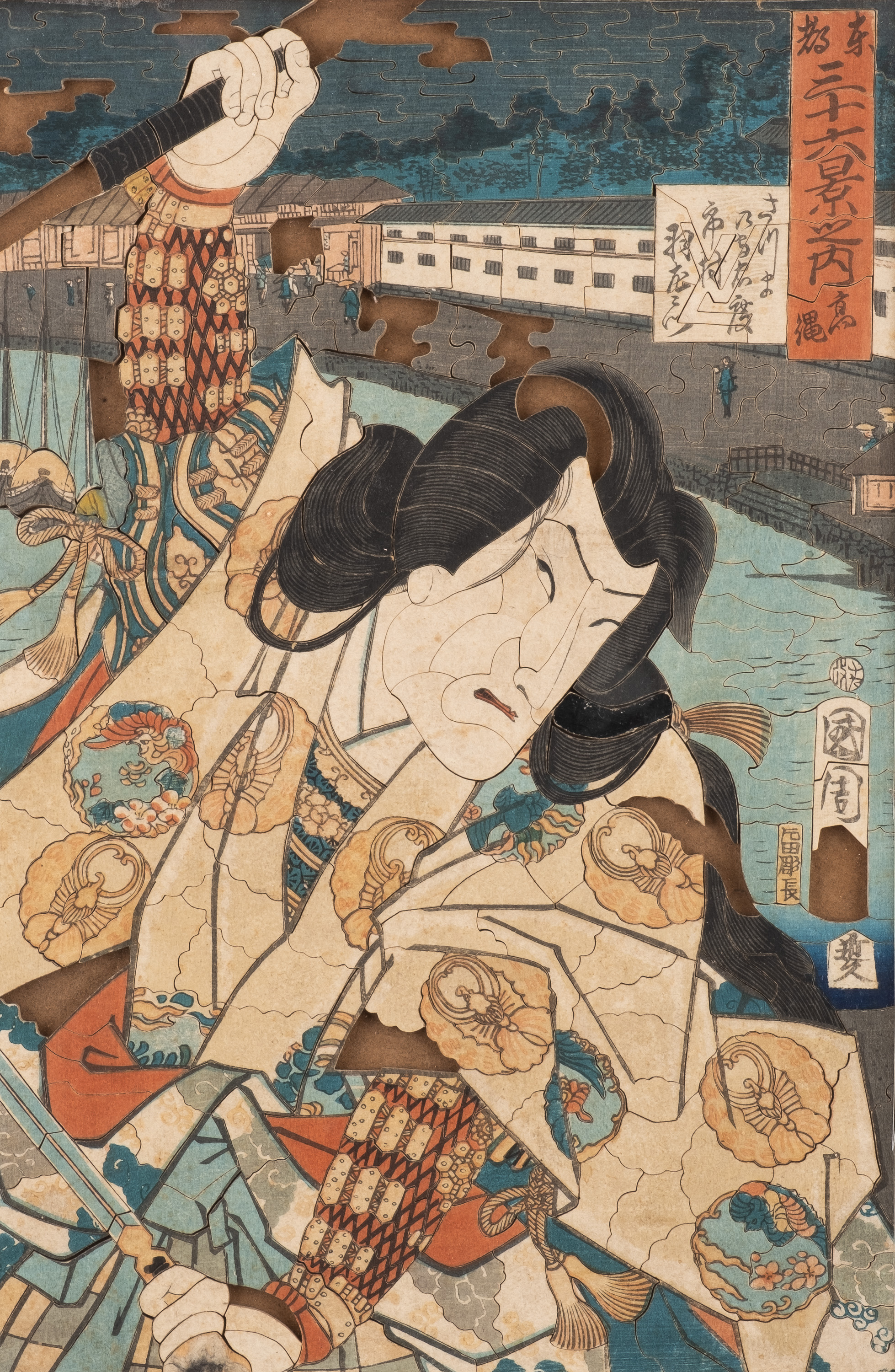
Деревянный пазл, 1920-1930-е годы, Париж. Несколько элементов отсутствуют. Изображена картина Тоёхары Кунитики написанная им до 1900-х годов.
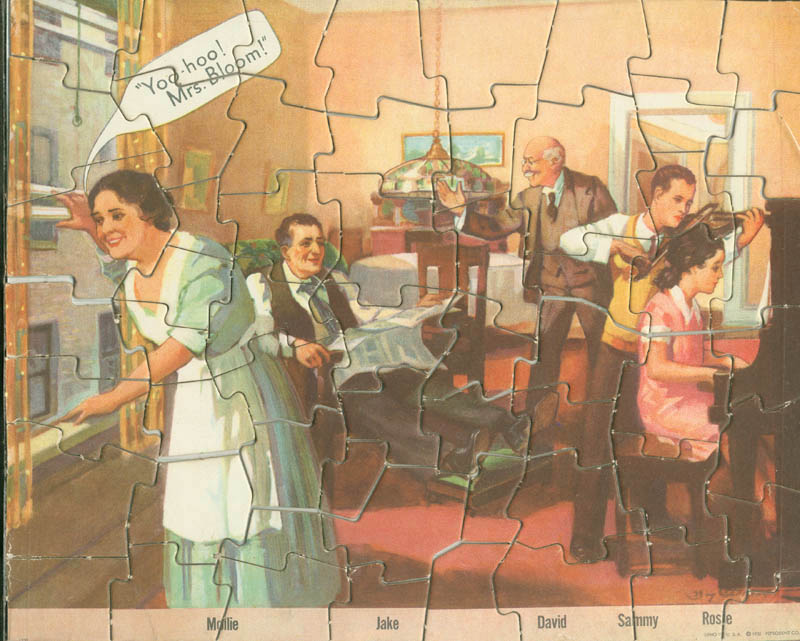
Семья Голдбергов. Картонный пазл, 1932 год, США. Экспонат музея[англ.] Иешива-университета
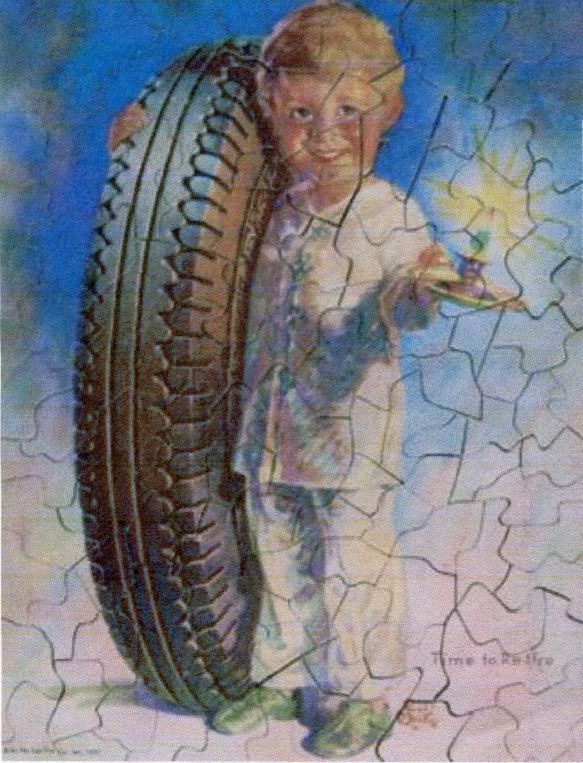
Картонный пазл 1933 года, с рекламой автопокрышки. США, Мартин Пауль[англ.]
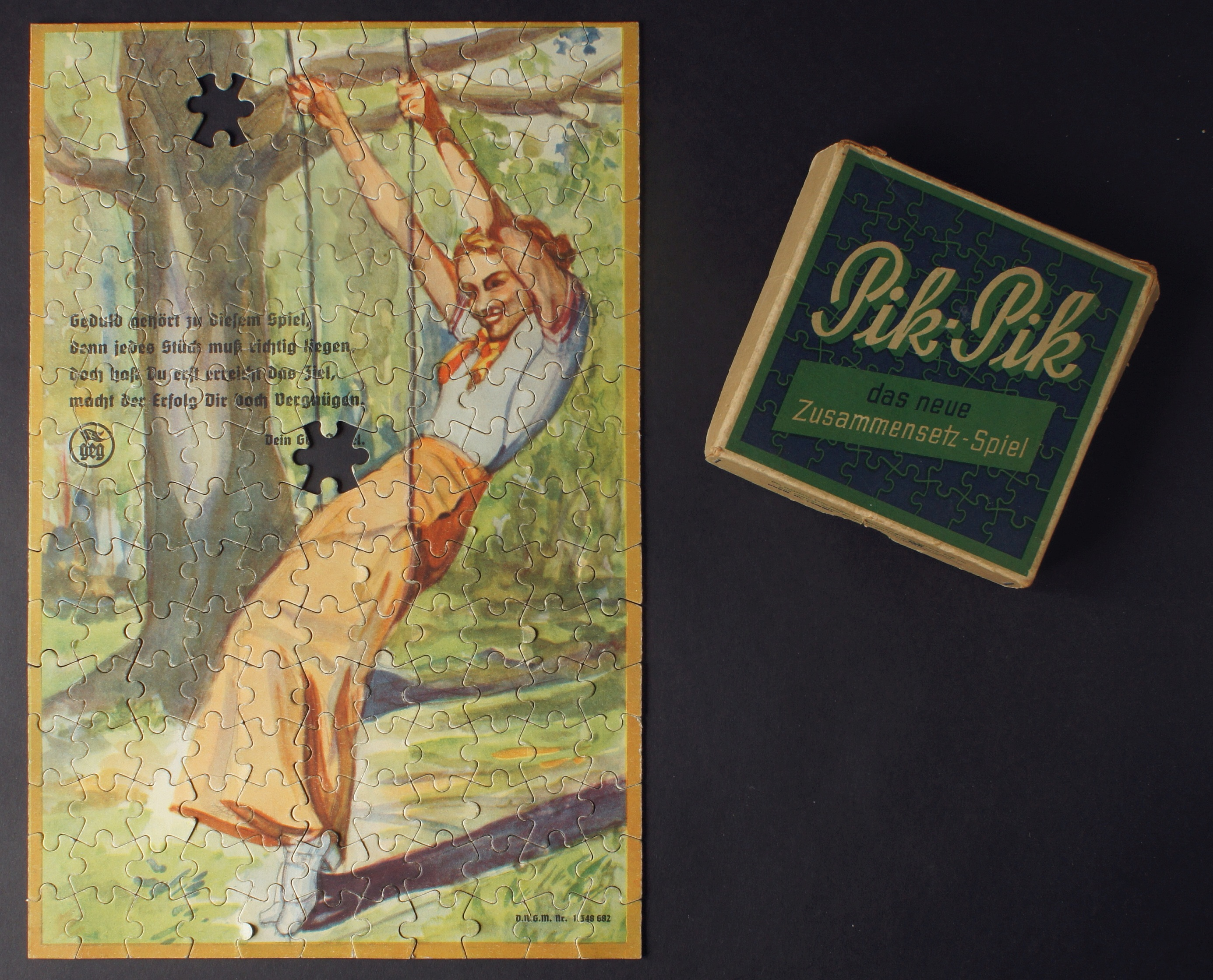
Картонный пазл «Pik-Pik» и его коробка. Недостаёт 2 элементов. Германия, 1930-е годы. Схожей формы элементы расположены в ряд в шахматном порядке
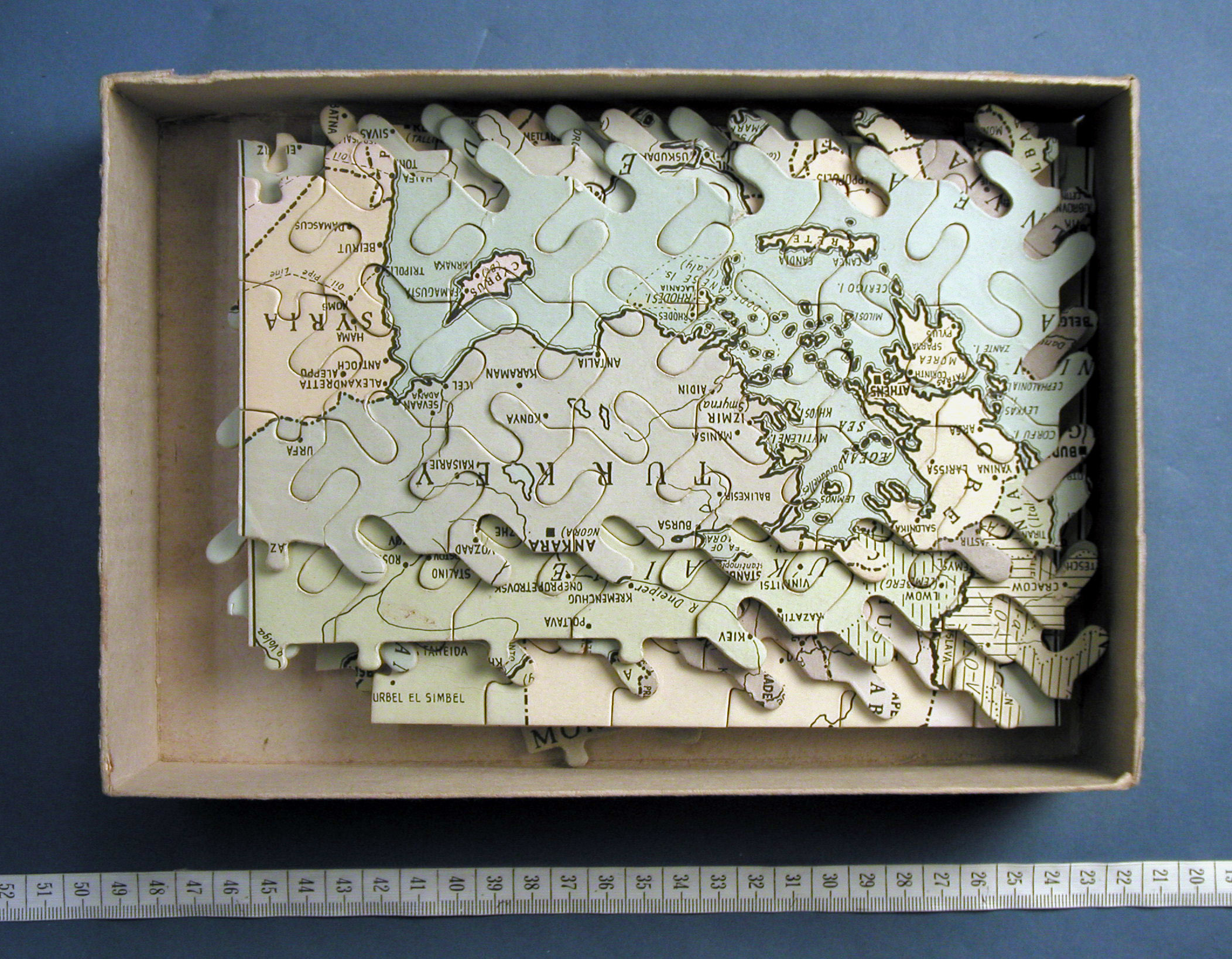
Картонный пазл с картой Европы в упаковке, элементы пазла имеют форму свастики. 1930-1940-е годы, Новая Зеландия. Экспонат Оклендского военно-исторического музея
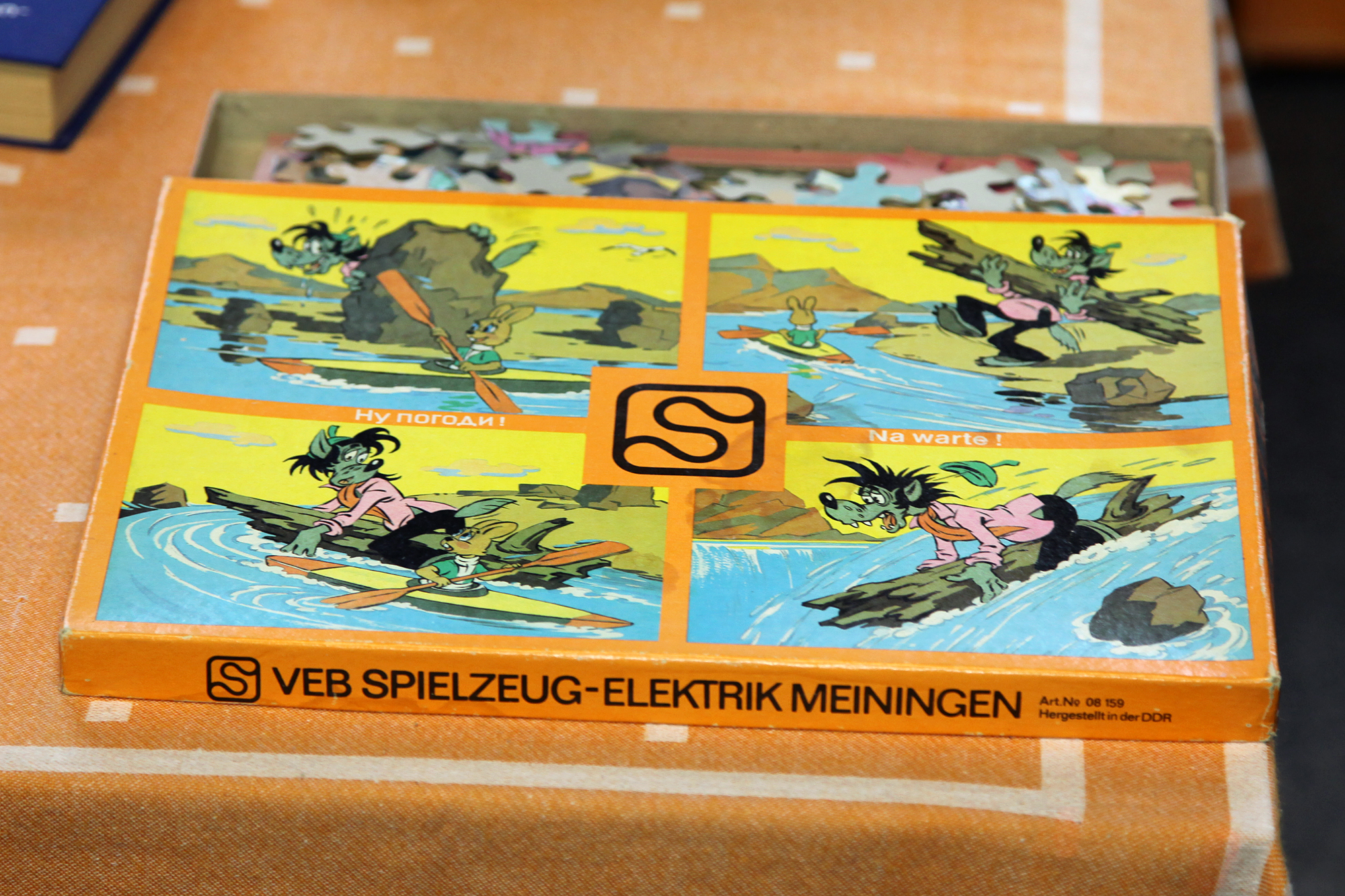
Картонные пазлы в упаковке с картинками из кадров мультфильма «Ну, погоди!». Экспонат Музея ГДР в[нем.] Пирне

## Виды пазлов

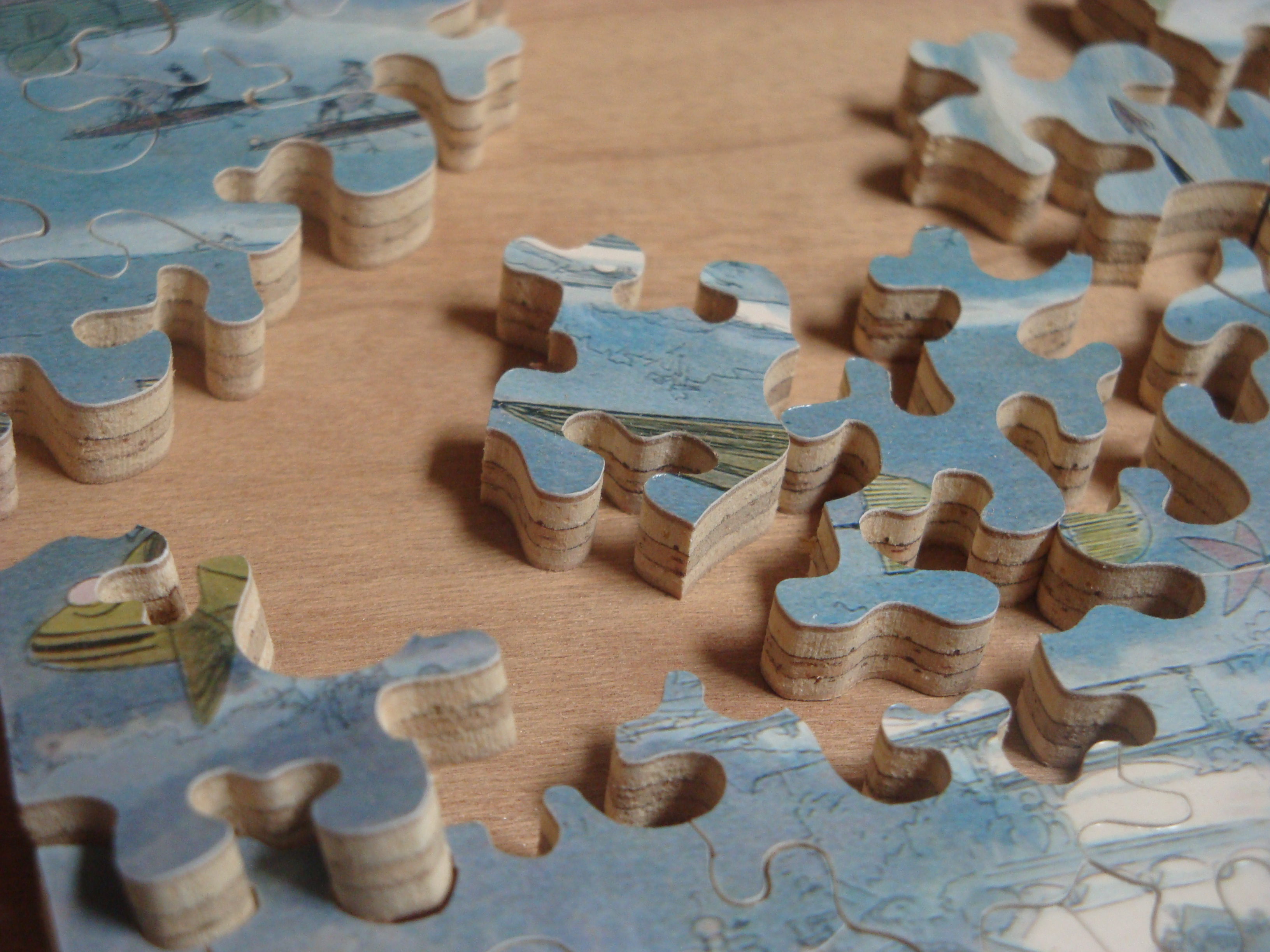
Элементы пазла выпиленного вручную из 3-слойной фанеры

В современности пазлы выпускаются промышленным образом на станках с использованием автоматизированного производства, но могут быть и штучного ручного изготовления. Кроме серийно выпускаемых пазлов, возможно ещё их изготовление в некоторых фотомастерских с рисунком заказчика, в том числе предоставленных им фотографий — так называемые фотопазлы, также пазлы можно изготавливать самостоятельно при наличии и навыках работы с графическими редакторами, лобзиками, плоттерами или лазерными резаками (не промышленные, гравёры-резаки), особенно при наличии ультрафиолетового принтера.
В настоящее время существует большое количество различных видов и модификаций пазлов. Цель при их сборе одна — получить из отдельных элементов единую картину. Пазлы делятся по размеру элементов и по размеру единой картины. Сложность пазла в пределах одного числа элементов определяется рисунком, а главным критерием является само число элементов — чем оно выше, тем пазл больше и сложнее.

### Плоские пазлы

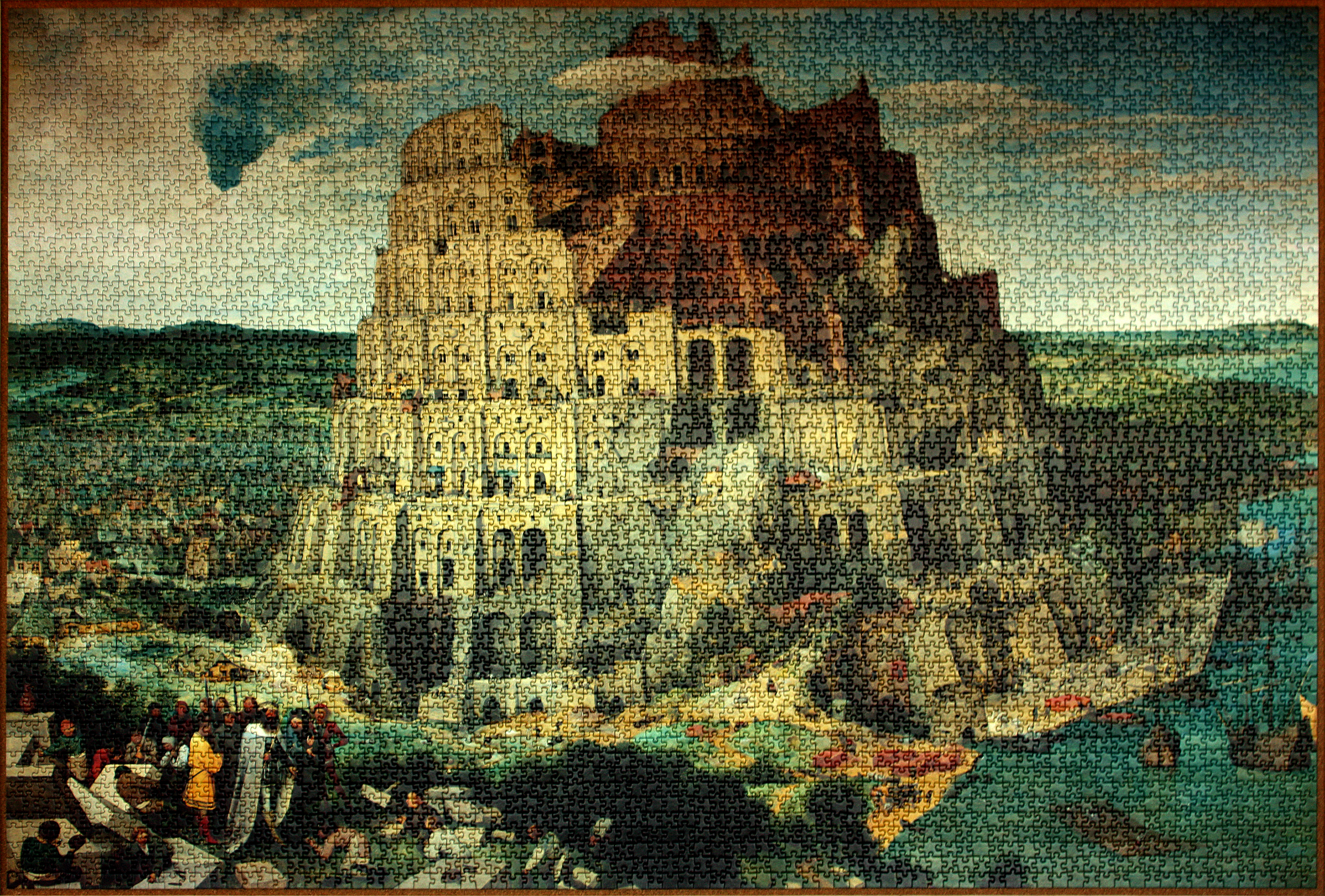
Собранный картонный пазл из 5000 элементов с изображением картины «Вавилонская башня» Питера Брейгеля

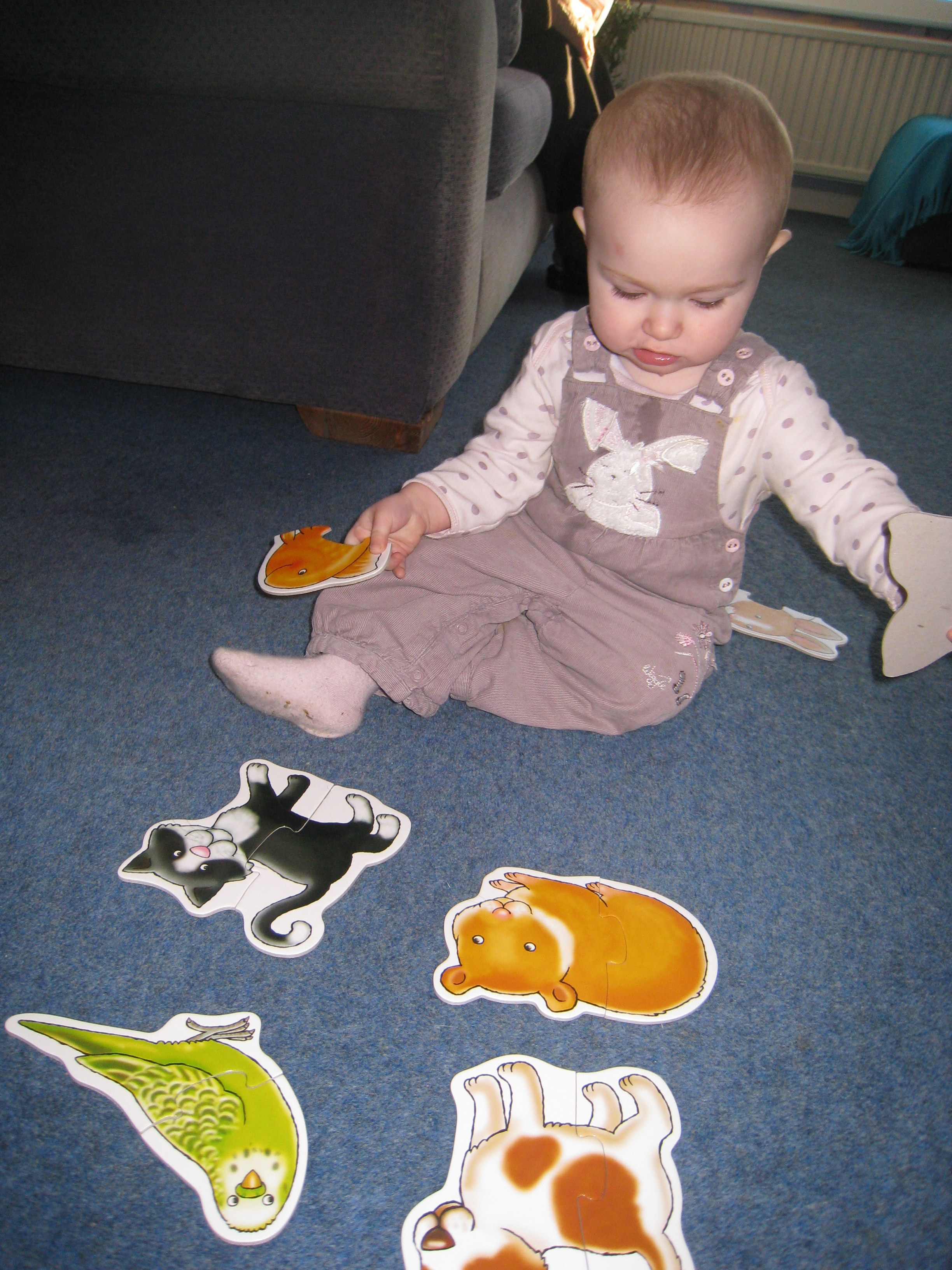
Вариант контурных пазлов для младенцев с 2 крупными элементами

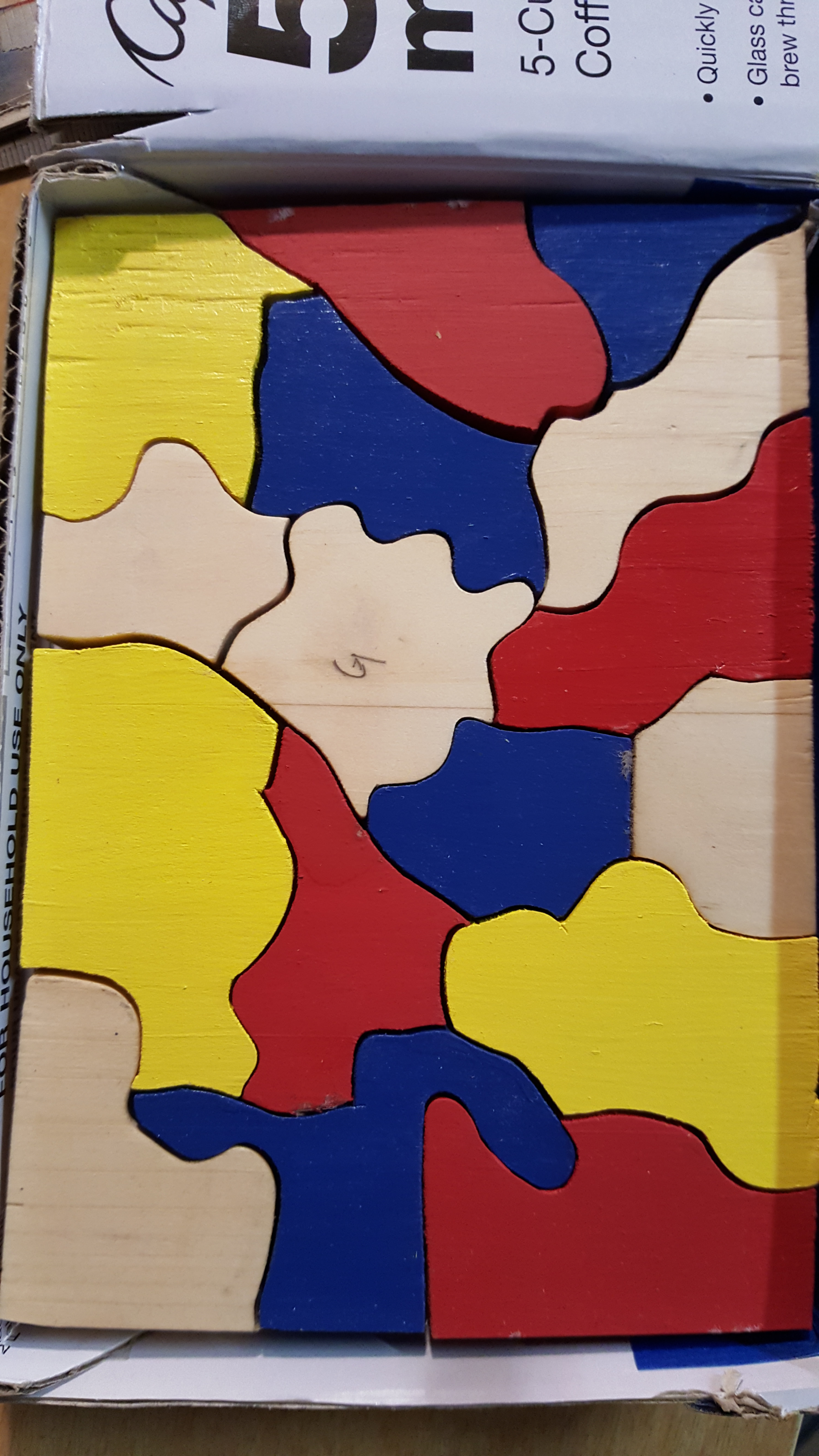
Вариант детского деревянного пазла, несмотря на отсутствие нанесённого изображения, каждый элемент пазла может располагаться только на предусмотренном для него месте

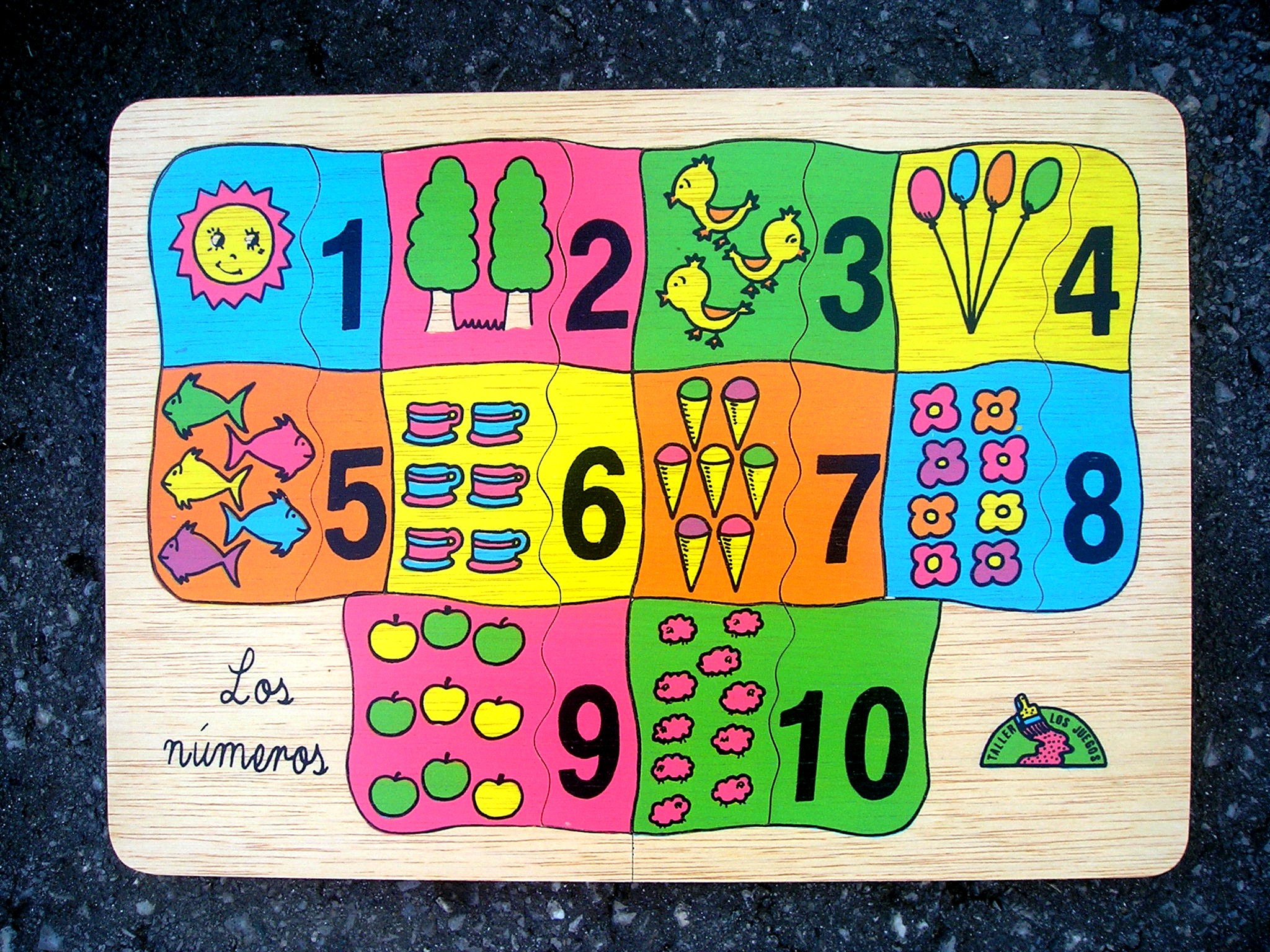
Вариант детского деревянного пазла без замковых выступов из двухслойного шпона, нижний слой является подложкой, верхний слой состоит из формы по периметру склеенной с нижним и размещённых внутри него съёмных элементов пазла

В современности плоские двухмерные пазлы чаще изготовляются из картона, дерева (чаще из шпона или фанеры), пластмассы. Но могут изготовляться и из других материалов, к примеру из магнитной бумаги, металла или из листа вспенённой резины в виде ковриков.
Размеры собранного пазла у серийно выпускаемых могут быть любыми в пределах разумного для настольного или напольного собирания в бытовых условиях, а количество элементов от 2 и более. Размеры пазлов колеблются от небольших (до 50 см²), до очень больших (несколько м²). Например, распространённый размер пазла из 500 элементов — 47×33 см. Но, бывают и исключения, больших размеров в виде панорам, со сторонами до нескольких метров.
Существуют пазлы большого размера из небольшого числа элементов специально для маленьких детей. На детских пазлах чаще всего изображают мультипликационных персонажей, или кадры из мультфильмов.
Пазлы с количеством элементов, превышающим 260, ориентированы больше на взрослую аудиторию. Соответственно, на них могут быть изображены пейзажи, эротические и фантастические сцены. Бывают пазлы с рекламными картинками. На очень больших пазлах (свыше 6 тыс. элементов) обычно изображаются сцены из Библии, картины известных художников, старинные географические карты. На их сборку требуется довольно много времени.
Наиболее распространены пазлы с прямоуголной формой самого пазла и его элементов, но могут быть и различные дизайнерские варианты, в том числе с максимально возможной симметричной сеткой нарезки и с нанесённым изображением позволяющим собрать несколько вариантных рисунков, тем самым приближаясь по функционалу к мозаикам.
Помимо классических, существуют трёхмерные (3D-пазлы), «мягкие» (предназначенные для детей) и компьютерные пазлы.
Выступы элементов пазлов могут быть различных видов. Самые распространённые имеют прямоугольную форму[где?] (с выступами и выемками), но встречаются элементы треугольной, круглой, овальной и других форм. Детские пазлы с небольшим количеством элементов, особенно деревянные, могут быть без них, нередко такие пазлы имеют внешнюю форму с выемкой углублением под форму пазла. В больших пазлах они играют роль замкового соединения, скрепляя между собой соседние элементы и препятствуя сдвигу отдельных элементов, тем самым расползанию и рассыпанию пазла во время сборки.
Разновидностью плоских пазлов являются контурные пазлы, выполненные не в форме геометрической фигуры, а по контуру изображения, к примеру животного. Картонные и полимерные плоские пазлы обычно выпускаются в коробках или пачках из плотного картона, но есть разновидности, выпускаемые в тубусах свёрнутые с мягкой подложкой-ковриком, так называемые парковые пазлы.

### Трёхмерные пазлы

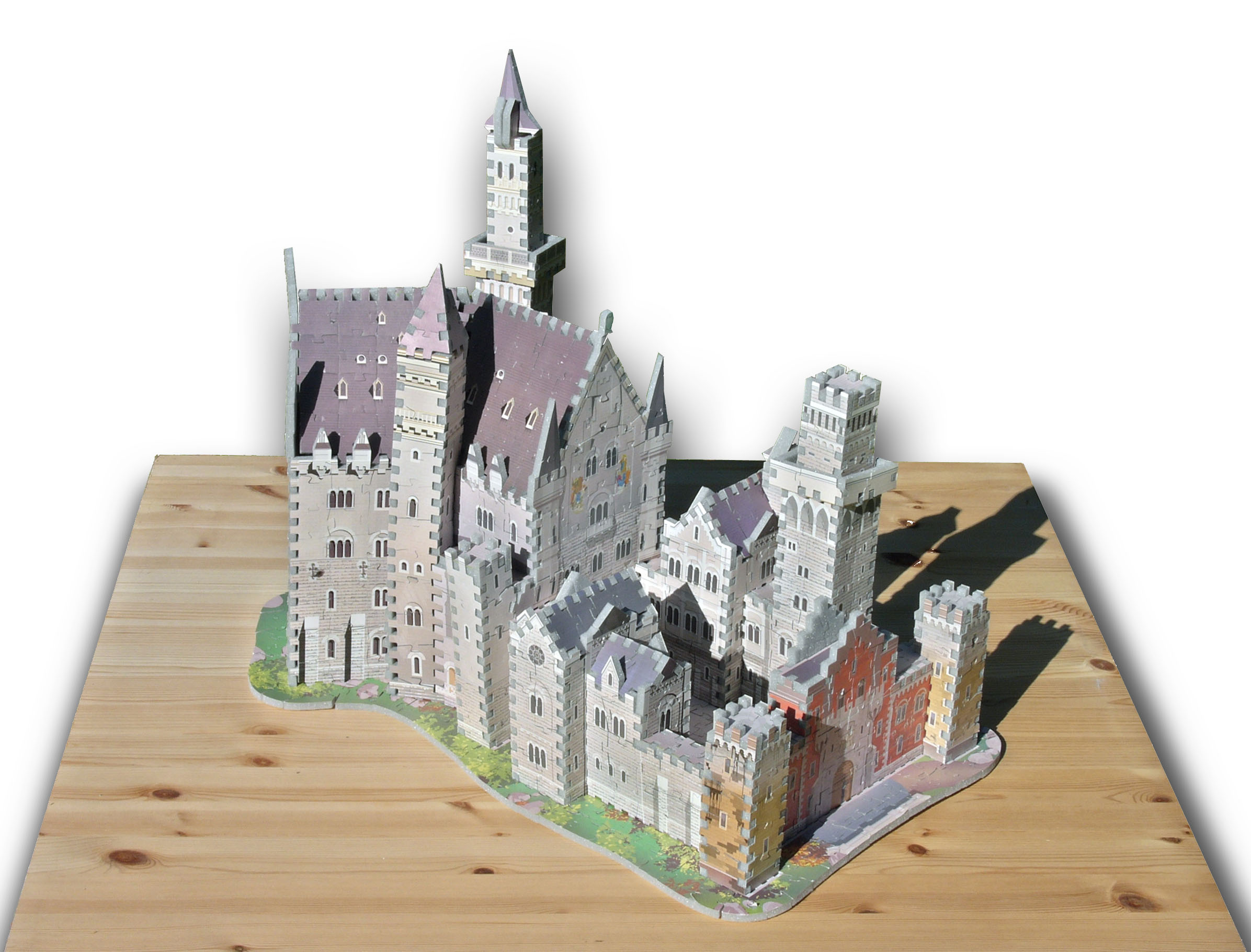
Собранный 3D-пазл в виде модели замка Нойшванштайн, 1000 элементов

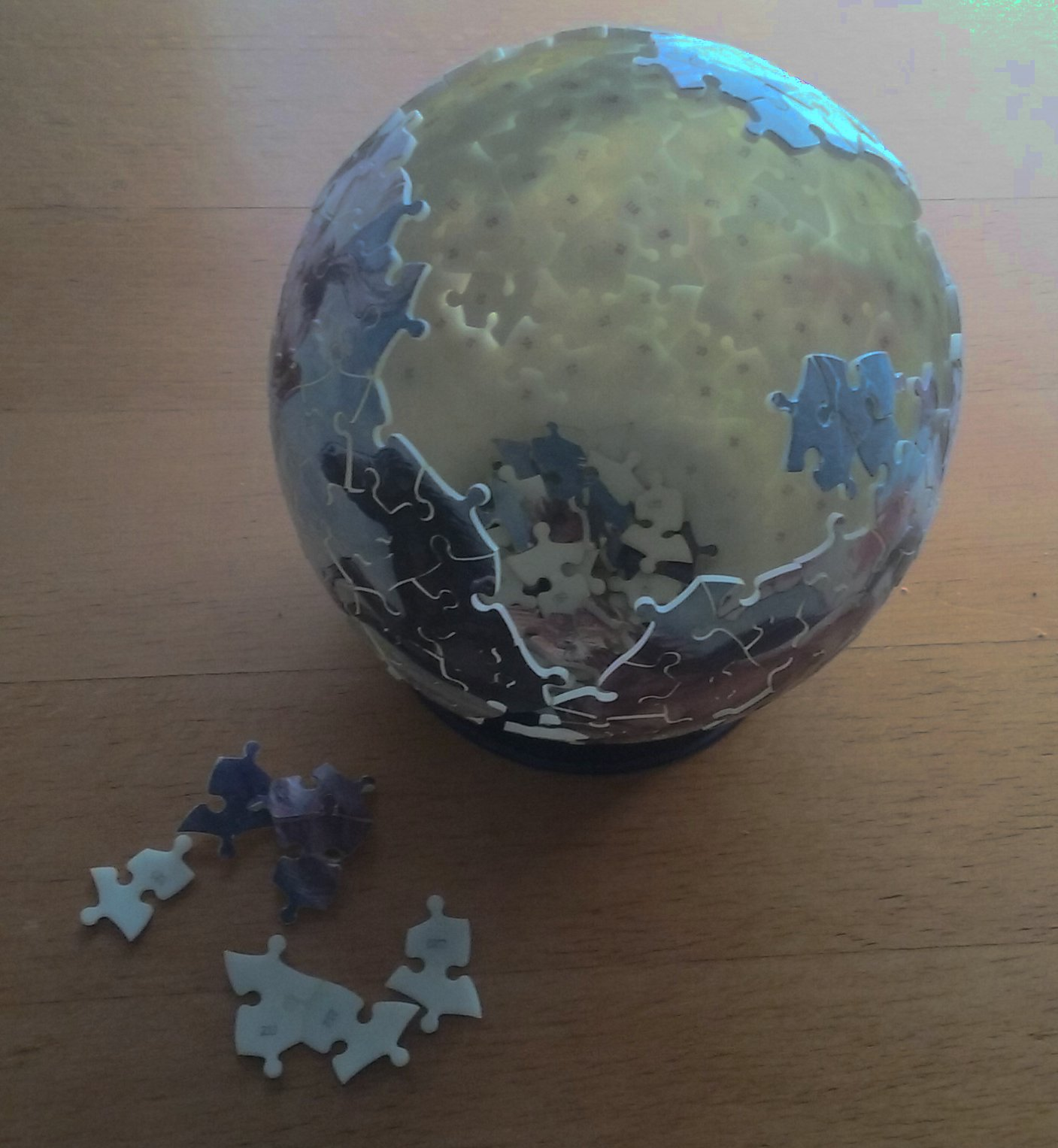
3D-пазл в виде полого шара с рисунком глобуса с элементами из вспенённого полимерного материала

В 3D-пазлах (англ. 3D jigsaw puzzle) фигуру требуется составить из множества фрагментов рисунка в трёхмерном пространстве. Обычно 3D пазлы представляют собой различные архитектурные здания и достопримечательности, также некоторые виды техники (автомобили, корабли).
Количество элементов в подобных пазлах достигает 3046.
3D-пазл как и двухмерный позволяют собрать 1 единственный возможный разборный объект. Этим отличается от конструкторов, в которых из однотипных элементов можно собирать множество различных фигур, в том числе произвольных. Элементы 3D-пазлов могут представлять объёмные геометрические фигуры разной формы с заполнением ими всего внутреннего объёма пазла, либо иметь вид плоских листов представляя только внешнюю оболочку полого пазла, либо элементы ячеистого пазла. Элементы разного количества от 3 и более могут быть скреплены между собой разъёмно замковыми соединениями, магнитами. На гранях элементов составляющих внешние стороны пазла наносится фрагмент общего рисунка пазла, прозрачные пазлы могут быть без рисунка. 3D пазлы могут быть изготовлены из картона, пластмасс, оргстекла, дерева, в том числе фанеры и шпона, вспенённых полимерных материалов (пенополиуретан, пенополистирол и т. д.).

### Компьютерные пазлы
Программные симуляторы
Компьютерные пазлы по факту являются электронными симуляторами обычных пазлов. Могут быть устанавливаемыми на компьютер (смартфон и т. д.) конечного пользователя (игрока), или запускаемые без установки в виде portable-приложений, или онлайн-игрой, в том числе браузерной. Предустановленные изображения могут быть разбиты по тематикам. Некоторые игры позволяют пользователю устанавливать в качестве рисунка пазла произвольные сторонние цифровые изображения и фотографии, изменять сложность путём изменения количества элементов и форм разбивки («нарезки») на элементы одного и того же изображения, позволяют выбирать режим с ограничением времени складывания, снабжены звуковым сопровождением, подсказками, обладают кроссплатформенностью и т. п. Также бывают игры с 3D-графикой и объёмными пазлами. В современности существует великое множество подобных электронных игр как платных, так и бесплатных.
Интерактивные
В таких пазлах происходит совмещение механических и электронных пазлов.

## Интересные факты

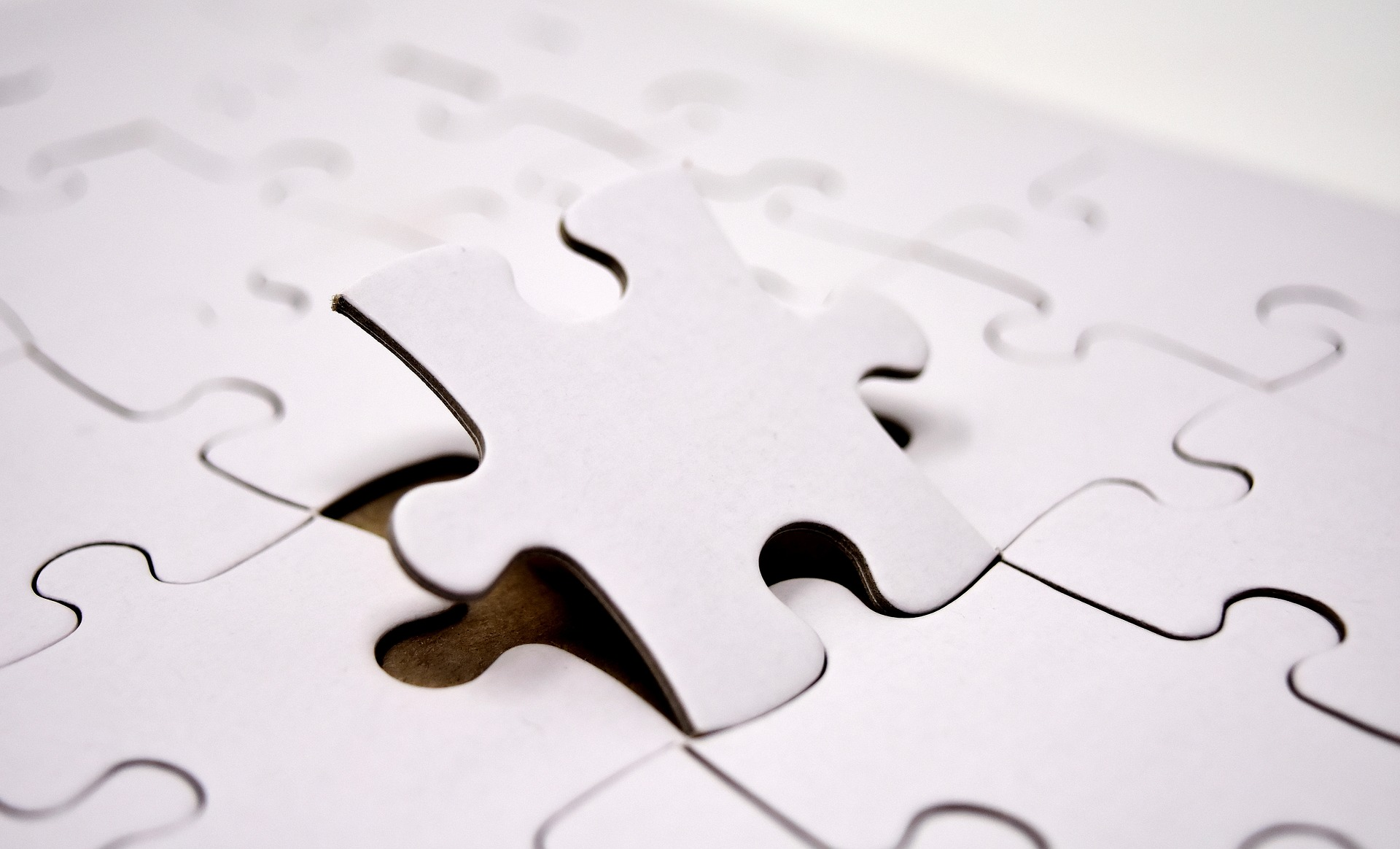
Один элемент пазла приподнят. Обычно, элементы пазла кроме нанесённого рисунка (части рисунка), имеют замковые выступы с выемками и разной кривизны торцы, вследствие чего не всякий элемент пазла совместим с другим, если они не соседние расположенные с соответствующей кромкой друг к другу в собранном пазле. То есть, для правильного сбора, требуется подбирать их ещё по так сказать конгруэтности

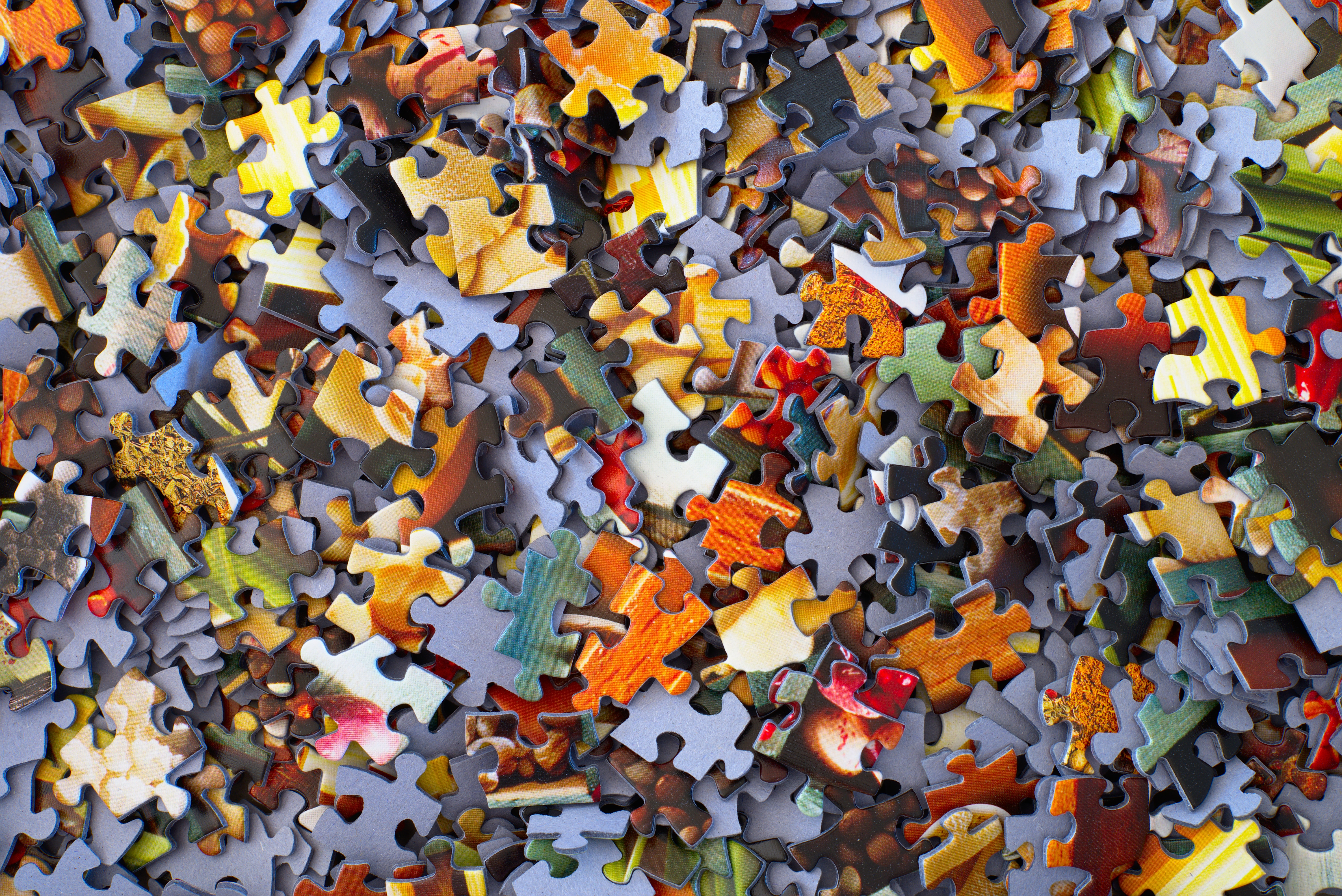
Картонный пазл в разобранном виде

- Старинная русская мозаика — игра «Жатва» (1830-е гг.), художник и литограф Пётр Вдовичев, занимался изготовлением литографических картин и картонажных игр, в том числе разрезных картин, владелец мастерской, существовавшей в Петербурге в 1830—1840-е годы[28][29].
- «ПАЗЛ-3D» — название атомно-зондового томографа[англ.] с фемтосекундным лазерным испарением, разработанного в ИТЭФ в 2015 году, к пазлам не имеет отношения, а является аббревиатурой от «прототип атомного зонда с лазерным испарением»[30][31][32]. А «ПАЗЛ-3D-СБОР» — программное обеспечение связанное с ним[33].

Рекорды Гиннеса
В книге рекордов Гиннеса зарегистрировано более десятка рекордов связанных с пазлами, некоторые из них (на 25.01.2022 года):
- рекорды времени сборки:

 — лучшее время командной сборки 4 пазлов с общим количеством в 5000 элементов составило 4 часа 11 минут 17 секунд — в чемпионате мира по пазлам в Вальядолиде 28-29 сентября 2019 года командой «Сибирь» из России;
 — лучшее время парной сборки пазла в 500 элементов составило 34 минут 34 секунды — в чемпионате мира по пазлам в Вальядолиде 28-29 сентября 2019 года Демельсой Бесеррой Робледильо (исп. Demelza Becerra Robledillo) и Анхелем Эрасом Сальседо (исп. Ángel Heras Salcedo) из Испании;
 — лучшее время индивидуальной сборки пазла в 500 элементов составило 46 минут 35 секунд — в чемпионате мира по пазлам в Вальядолиде 28-29 сентября 2019 года Яной Ханзелковой (чеш. Jana Hanzelková) из Чехии;
 — лучшее время индивидуальной сборки пазла в 1000 элементов составило 1 час 55 минут — в чемпионате Великобритании по пазлам в Ньюмаркете 25 июня 2018 года Сарой Миллс (англ. Sarah Mills);
- рекорды размеров:

 — самый большой пазл площадью 6122,68 м² — состоял из 12 320 элементов, был создан 7 июля 2018 года DMCC в Дубае в ОАЭ, изображён шейх Заид ибн Султан Аль Нахайян.
 — самый большой сферический пазл с окружностью 4,77 м — измерен 10 января 2005 года, изготовлен компанией Unima Industrial (HK) Ltd из Гонконга, изображена сцена с Винни-Пухом;
 — пазл с самым большим количеством элементов — 551 232, общий размер 14,85 × 23,20 м, состоял из 3132 частей по 176 элементов со средними размерами 2,5 × 2,5 см в каждом, изображён цветок лотоса, был разобран и собран на стадионе Фу Тхо за 17 часов 1600 студентами Экономического университета Хошимина во Вьетнаме 24 сентября 2011 года. Предыдущий рекорд был установлен в Сингапуре в 2002 году, пазлом из 212 323 элементов;
 — самый большой онлайн-пазл — 1 200 000 элементов, 15 июня 2020 года, создан GSD&M и ВВС США в Остине в США и назван «Million Piece Mission»;
 — самые маленькие размеры элементов пазла — в среднем 0,361 см², размер самого пазла состоящего из 99 элементов 6,5 х 5,5 см, зарегистрирован компанией Selegiochi из Италии 5 января 2022 года.
- разное:

 — самая большая коллекция пазлов — 1047 разных комплектов, зарегистрировано 9 июля 2017 года Луизой Фигейредо (англ. Luiza Figueiredo) в Сан-Паулу в Бразилии. Коллекционировать начала в 1967 году. Предыдущие её рекорды: 283 пазла в 2010 году, 502 пазла в 2012 году. Осенью 2012 года её рекорд был побит Джорджиной Гил-Лакуной (англ. Georgina Gil-Lacuna) из Филиппин — 1028 комплектов.
 — самый дорогой проданный на аукционе пазл — продан за 27 000 $ на благотворительном аукционе в пользу НКО The Golden Retriever Foundation 28 сентября 2005 года в Геттисберге в США. Был изготовлен вручную из дерева по индивидуальному заказу Рэйчел Пейдж Эллиотт (англ. Rachel Page Elliott) и состоит из 467 элементов в виде птиц, кошек, лошадей, золотистых ретриверов в различных позах.
Из самых больших коммерческих (серийных, доступных в свободной продаже) пазлов были выпущены в 2007 году компанией Educa Borras пазл «Жизнь, великий вызов» (исп. Vida, el gran reto) размером 4,28 × 1,57 м с числом элементов 24 000 с общим весом 12,7 кг, с изображением фантасмагорической картины с коллажем космических, наземных и подводных объектов, животных и рыб. В 2010 году фирмой Равенсбургер был выпущен пазл «Кит Харинг: Двойной взгляд в прошлое» (англ. Keith Haring: Double Retrospect) состоящий из 32 256 элементов с изображённым коллажом из 32 комиксов авторства Кита Харинга с размером пазла 5,44 × 1,92 м и весом 16,5 кг. Этой же фирмой в 2014 году был выпущен аналогичный пазл, но с изображением панорамного вида Нью-Йорка из стилизованного окна — «Окно Нью-Йорка» (англ. New York City Window). Также, в 2014 году фирмой Educa Borras был выпущен пазл «Дикая жизнь» (исп. Vida salvaje) с изображением коллажа дикой флоры и фауны из 33 600 элементов и размером 5,70 × 1,57 м, весом 17 кг, в комплекте имелась деревянная тележка для транспортировки. В 2016 и 2018 годах фирмой Равенсбургер были выпущены пазлы по мотивам диснеевских мультфильмов по 40 320 элементов в каждом и размерами 6,80 × 1,92 м, весом по 19 кг: «Запоминающиеся моменты Диснея» (англ. Memorable Disney Moments) с коллажем 10 кадров из разных мультфильмов компании и «Микки Маус» (англ. Mickey Mouse) с коллажем комиксов о Микки Маусе, выпущен в честь 90-летия его появления. В 2017 году фирмой Educa Borras был выпущен пазл «Вокруг света» (исп. La vuelta al Mundo) размером 7,49 × 1,57 м из 42 000 элементов и общим весом 19,5 кг. В этом же году фирмой Grafika был выпущен пазл «Путешествие вокруг света» (англ. Travel around the World) с ландшафтами природы из 48 000 элементов и размерами 7,69 × 2,04 м. В 2020 году компанией «Кодак» выпущен был пазл «27 чудес со всего мира» (англ. 27 Wonders from Around the World!) посвящённый известным памятникам архитектуры в виде коллажа 3 × 9 картин по 1900 элементов с их общим числом в пазле 51 300. Размер пазла 8,6 × 1,9 м при весе 18,5 кг. После компанией Martin Puzzle был выпущен пазл с коллажем животных дикой природы в 52 110 элементов размером 6,96 × 2,01 м и весом 22,7 кг, в комплект ещё входили 4 брошюры и инструкции. А осенью 2020 года фирмой Grafika был выпущен для реализации ещё бо́льший пазл «Путешествуйте по Искусству!» (англ. Travel around Art!) с коллажем из более 50 картин известных художников, размерами 8,64 × 2,04 м и состоящий из 54 000 элементов в 27 вкладываемых упаковках по 2000 шт. Пазл комплектовался дорожным чемоданом объёмом около 100 л и 2 вкладышами: на 1 обзорный вид пазла, 1 с описанием названий произведений искусства и имён художников.
- В 2012 году был создан самый большой в мире (или в России?[уточнить]) пазл (20×15 м) в честь празднования года Германии в России. Это репродукция немецкого живописца Альбрехта Дюрера «Автопортрет в шубе». Пазл собирали в Москве, Екатеринбурге, Новосибирске, Санкт-Петербурге и других городах России. Средняя скорость сбора картины составила 3 часа. Пазл состоял из 1023 элементов, масса каждого элемента — около 800 г, их размер — 70×70 см[51][52].
- Самый большой пазл в мире (на 2002 год?[уточнить]) имел размер 5428,8 м2 и состоял из 21 600 деталей. Его собрали 3 ноября 2002 года 777 человек в бывшем аэропорту Кайтак в Гонконге[53].

## Пазл в культуре

### Слово «пазл»
В русском языке, заимствованное слово «пазл», изначально означавшее только конкретный вид головоломки, вошло в обиход и в переносном значении (в значениях как часть от конкретного цельного или цельное из конкретных составных частей). Также, замковые выступы и выемки пазлов, являющиеся по своей сути разновидностью клиновидного соединения по типу «ласточкин хвост», могут употребляться по аналогии, при описании подобных соединений двух или нескольких деталей в других областях применения.
Возможно, также закреплению слова «пазл» с одной буквой «з» в русском языке за видом головоломки способствовала ассоциация его со словом «паз» — элементом шипового соединения.

### Пазлы как декорации

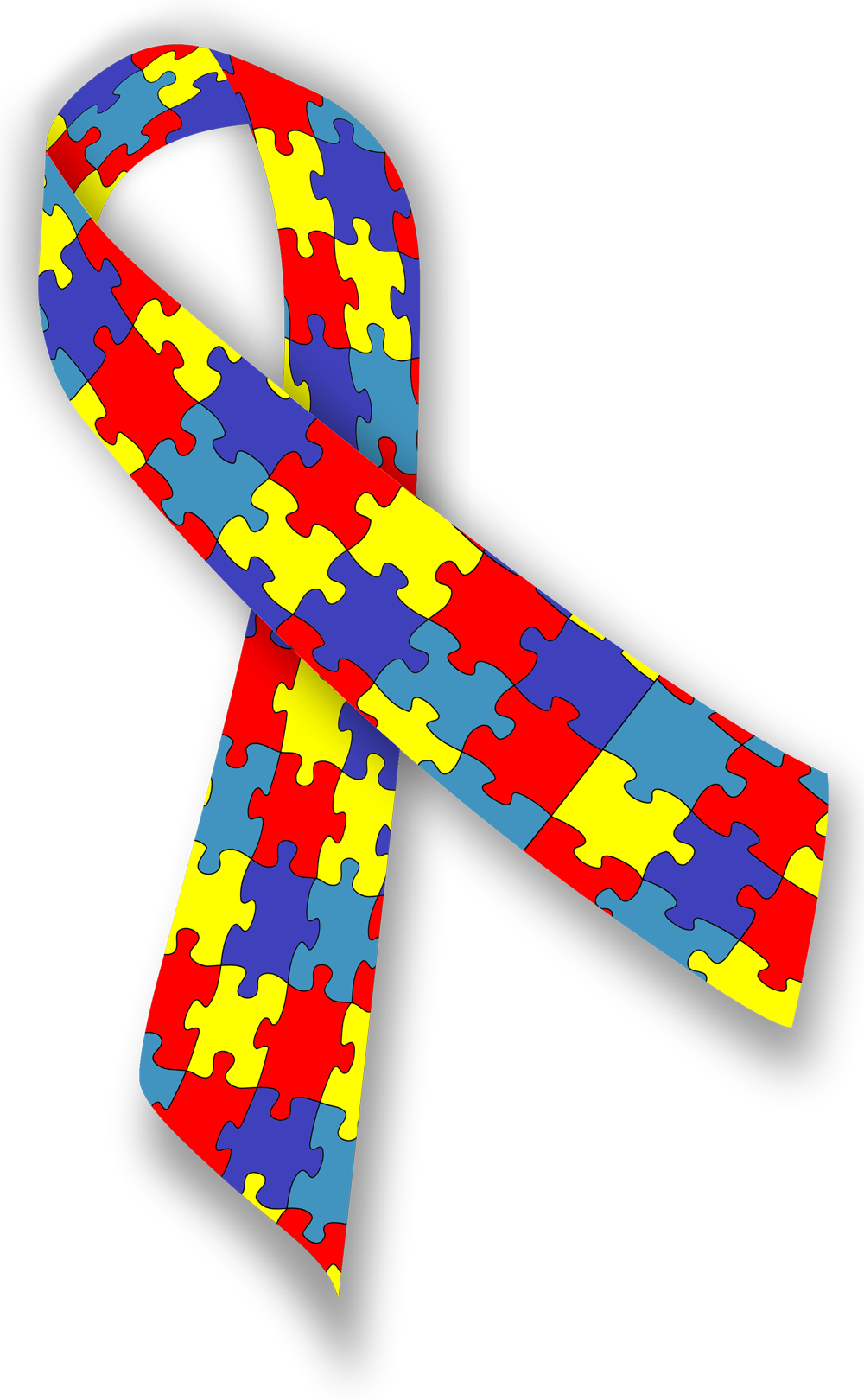
Логотип Общества аутизма

Изображения разноцветных классических прямоугольных элементов пазла с округлыми замковыми соединениями являются в частности символом аутизма. Сами, страдающие аутизмом зачастую способны, как и другие невербальные головоломки, успешно собирать пазлы, причём даже с перевёрнутым верх тормашками изображением положении, некоторые при этом одновременно не осмысливая сам рисунок изображённый на пазле.
Также рисунок стыков элементов пазла может использоваться в качестве фонового изображения или текстуры, то есть для имитации вида пазла на плоских цельных изображениях (в графических редакторах, заставках и т. д.).
|  | — некоторые формы элементов пазла использованные в качестве антропоморфных фигур для обозначения коммуникативных отношений между людьми. |

## Комментарии
1. ↑  Английское «aquabeads», не следует путать с «waterbeads», означающем декоративные шарики из гидрогеля, обычно применяемые в комнатном цветоводстве.
2. ↑  В этом абзаце под датой выпуска подразумевается дата поступления в продажу, производство и презентация могли произойти раньше. По факту, большая часть из них создана путём объединения в один большой пазл рисунков из обычных настольных пазлов присутствующих в тематической линейке выпуска той или иной компании, с добавлением некоторых бонусных вещей, типа описания изображённых объектов, чемоданов для перевозки и т. д.